# Bennettsville
Bennettsville é uma cidade localizada no estado norte-americano da Carolina do Sul, no Condado de Marlboro.

## Demografia
Segundo o censo norte-americano de 2000, a sua população era de 9425 habitantes. 
Em 2006, foi estimada uma população de 10.692, um aumento de 1267 (13.4%).

## Geografia
De acordo com o United States Census Bureau tem uma área de 
16,1 km², dos quais 14,5 km² cobertos por terra e 1,6 km² cobertos por água.

## Localidades na vizinhança
O diagrama seguinte representa as localidades num raio de 20 km ao redor de Bennettsville. 